# Qinhuangdao
Qinhuangdao (chinesisch 秦皇島市 / 秦皇岛市, Pinyin Qínhuángdǎo shì – „Insel des (ersten) Qin-Kaisers“) ist eine Großstadt mit Kohlehafen in der Volksrepublik China. Die Stadt hat etwa 3.136.879 Einwohner (Stand: Zensus 2020), davon 967.877 in ihren drei Stadtbezirken (Stand: Zensus 2010). Im Nordosten der Provinz Hebei gelegen, grenzt sie an die Nachbarprovinz Liaoning. 1900 gingen hier ausländische Truppen wegen des Boxeraufstandes an Land. Während der Olympischen Spiele 2008 wurden hier insgesamt zwölf Vorrundenspiele im Fußball ausgetragen.

## Administrative Gliederung
Qinhuangdao setzt sich aus vier Stadtbezirken, zwei Kreisen und einem Autonomen Kreis zusammen (Stand: Zensus 2010):
- Stadtbezirk Haigang (海港区), 722,5 km², 862.717 Einwohner (2010);
- Stadtbezirk Shanhaiguan (山海关区), 206 km², 178.769 Einwohner (2010);
- Stadtbezirk Beidaihe (北戴河区), 158 km², 131.818 Einwohner (2010);
- Stadtbezirk Funing (抚宁区), 1.040 km², 373.439 Einwohner (2010);
- Kreis Changli (昌黎县), 1.228 km², 559.697 Einwohner (2010), Hauptort: Großgemeinde Changli (昌黎镇);
- Kreis Lulong (卢龙县), 959 km², 384.439 Einwohner (2010), Hauptort: Großgemeinde Lulong (卢龙镇);
- Autonomer Kreis Qinglong der Mandschu (青龙满族自治县), 3.508 km², 496.726 Einwohner (2010), Hauptort: Großgemeinde Qinglong (青龙镇).

## Ethnische Gliederung der Bevölkerung Qinhuangdaos (2000)
Beim Zensus im Jahr 2000 wurden in Qinhuangdao 2.753.962 Einwohner gezählt.
| Name des Volkes | Einwohner | Anteil  |
| --------------- | --------- | ------- |
| Han             | 2.312.961 | 83,99 % |
| Manju           | 421.192   | 15,29 % |
| Hui             | 9.298     | 0,34 %  |
| Koreaner        | 3.589     | 0,13 %  |
| Mongolen        | 2.847     | 0,1 %   |
| Zhuang          | 1.492     | 0,05 %  |
| Lisu            | 643       | 0,02 %  |
| Miao            | 494       | 0,02 %  |
| Sonstige        | 1.446     | 0,05 %  |

## Städtepartnerschaften
- Gangdong-gu, Südkorea
- Pesaro, Italien
- Seosan, Südkorea
- Toledo, Vereinigte Staaten
- Toyama, Japan
- Miyazu, Japan
- Lugo, Spanien
- Tomakomai, Japan

## Sehenswürdigkeiten
- Shanhaiguan (Pass)
- Laolongtou (Alter Drachenkopf)
- Olympisches Sportzentrum Qinhuangdao